# Linienkärpflinge
Die Linienkärpflinge (Jenynsia) sind eine Gattung südamerikanischer Süßwasserfische aus der Ordnung der Zahnkärpflinge (Cyprinodontiformes). Das Verbreitungsgebiet reicht von küstennahen Flüssen der argentinischen Provinz Río Negro über das Stromgebiet des Río de la Plata und die aus den Anden kommenden Flüsse des nordwestlichen Argentinien und des südlichen Bolivien bis nach Rio de Janeiro im südöstlichen Brasilien.

## Merkmale
Linienkärpflinge haben eine typische, mehr oder weniger gestreckte Zahnkärpflingsgestalt mit kurzer Rücken- und Afterflosse und werden 4 bis 8,6 cm lang. Sie sind lebendgebärend und haben eine innere Befruchtung. Dazu besitzen die Männchen ein Gonopodium, das sich aus einem ringförmigen Hautwulst entwickelt, der die Afterflosse umgibt. Mit zunehmendem Wachstum umschließt das Gonopodium die Afterflosse schließlich vollständig. Das Gonopodium lässt sich nur nach rechts oder links bewegen. Die Genitalöffnung der Weibchen wird teilweise von einer großen Schuppe überdeckt und zwar derart, dass sie sich entweder nach links oder rechts öffnet. Männchen mit nach links drehendem Gonopodium können sich nur mit Weibchen fortpflanzen, deren Genitalöffnung nach rechts weist und umgekehrt.

## Arten
Die Gattung Jenynsia wird in zwei Untergattungen und 15 größtenteils allopatrische, d. h. in unterschiedlichen Verbreitungsgebieten vorkommende Arten unterteilt.
- Untergattung Jenynsia s. s. Günther, 1866 (weit verbreitet im südlichen Südamerika)
  - Jenynsia alternimaculata (Fowler, 1940)
  - Jenynsia darwini Amorim, 2018
  - Jenynsia lineata (Jenyns, 1842), Typusart
  - Jenynsia luxata Aguilera, Mirande, Calviño & Lobo, 2013
  - Jenynsia maculata Regan, 1906
  - Jenynsia obscura (Weyenbergh, 1877)
  - Jenynsia onca Lucinda, Reis & Quevedo, 2002
  - Jenynsia sanctaecatarinae Ghedotti & Weitzman, 1996
  - Jenynsia sulfurica Aguilera, Terán, Mirande, Alonso, Rometsch, Meyer & Torres-Dowdall, 2019
  - Jenynsia tucumana Aguilera & Mirande, 2005
- Untergattung Plesiojenynsia Ghedotti, 1998 (verbreitet im südbrasilianischen Hochland)
  - Jenynsia diphyes Lucinda, Ghedotti & Graça, 2006
  - Jenynsia eigenmanni (Haseman, 1911)
  - Jenynsia eirmostigma Ghedotti & Weitzman, 1995
  - Jenynsia unitaenia Ghedotti & Weitzman, 1995
  - Jenynsia weitzmani Ghedotti, Meisner & Lucinda, 2001